# Impressions (Holmès)
Les Impressions sont un cycle de mélodies d'Augusta Holmès composé en 1890.

## Composition
Augusta Holmès compose ses Impressions en 1890, sur un texte qu'elle écrit elle-même. Il ne reste plus que le premier numéro du cycle : Dans un parc abandonné, dédiée à Camille Renault des Graviers. L'œuvre existe en deux versions : pour ténor ou soprano en si majeur et pour baryton ou mezzo-soprano en la  majeur. Elle a été publiée aux Éditions Durand et Schœnewerk.

## Réception
Lors d'un concert au sein du cercle de l'Union artistique, la mélodie est chantée par Hardy Thé.